# Территориальные претензии СССР к Турции

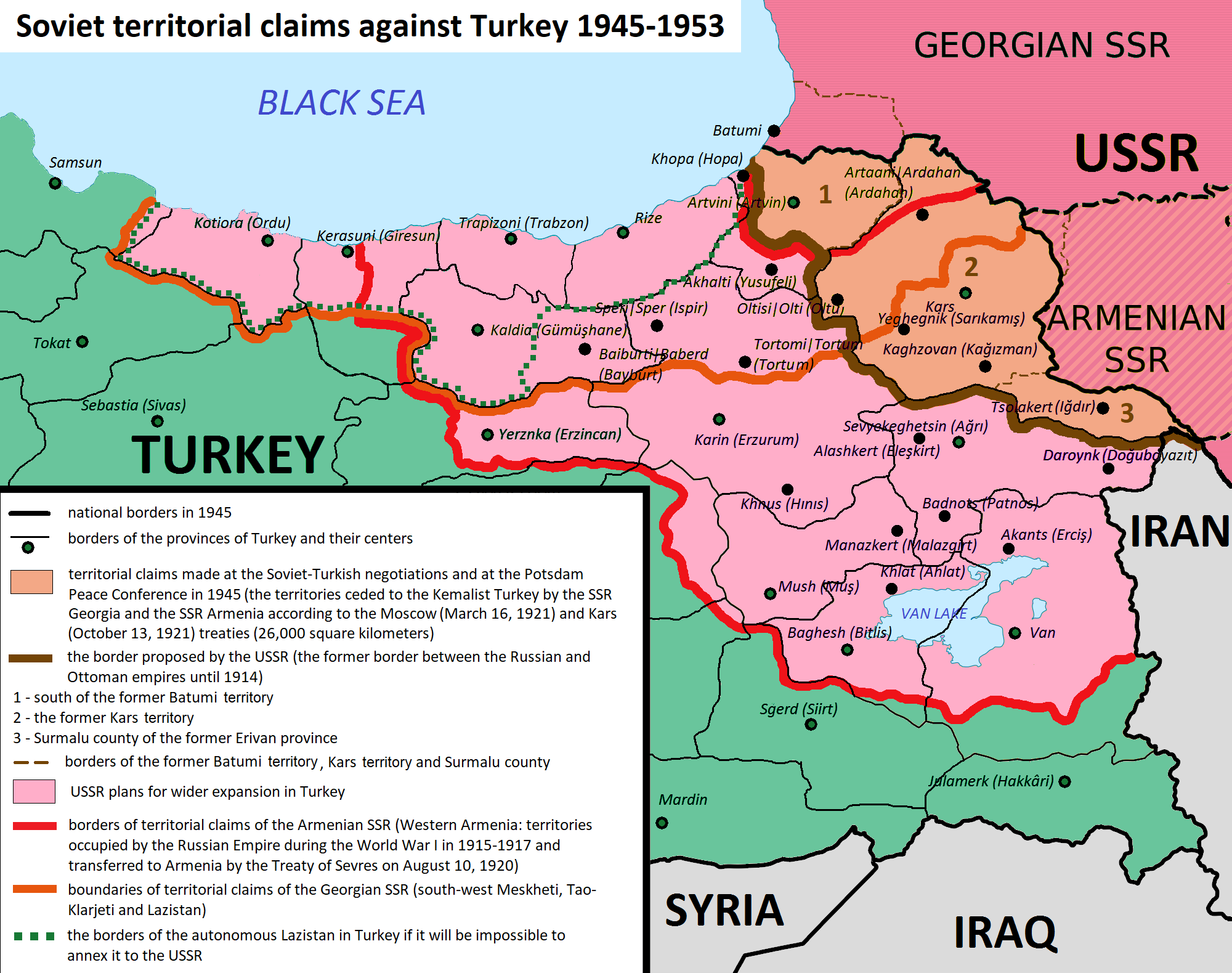
Границы в 1945 году
Территориальные претензии Советского Союза
Советские планы по расширению в Турции (соответствуют линии Кавказского фронта в начале 1917 года)
Границы территориальных претензий Армянской ССР (Западная Армения)
Границы территориальных претензий Грузинской ССР (Месхетия, Тао-Кларджети и Лазистан)
Границы предполагаемой Лазистанской АССР

Территориальные претензии СССР к Турции — претензия СССР к Турецкой Республике по поводу возвращения территорий Российской империи, переданных РСФСР Турции в 1921 году.
Территориальные претензии были предъявлены советским правительством под руководством Иосифа Виссарионовича Сталина в последние месяцы Второй мировой войны одновременно с требованием ввести режим совместного контроля и разместить советскую военно-морскую базу в Черноморских проливах. СССР предполагал вернуть территории в Закавказье, принадлежавшие до 1878 года Османской империи, а между 1878 и 1921 годами — Российской империи, а в 1921 году по советско-турецкому договору «О дружбе и братстве» переданные Турции, и разделить эти земли между Грузинской ССР и Армянской ССР. Встретив противодействие остальных великих держав, прежде всего США, и столкнувшись с эскалацией Холодной войны, в 1953 году СССР заявил об отказе от территориальных претензий.

## Переговоры Молотова и Сарпера
19 марта 1945 года СССР денонсировал советско-турецкий договор от 25 декабря 1925 года, после чего начались неформальные консультации и переговоры о заключении нового договора. В мае Турция предложила проект соглашения, при котором в случае войны гарантировался бы свободный проход армии и флота СССР через турецкую территорию. Но после этой уступки у СССР возник соблазн «дожать» Турцию до полного удовлетворения всех советских требований. Посол Турции в Москве С. Сарпер лично встречался с В. М. Молотовым; на встрече 7 июня нарком иностранных дел заявил о таких желательных условиях заключения нового соглашения, как режим совместного советско-турецкого контроля в Черноморских проливах (с размещением советской военно-морской базы) и «исправление» Московского договора 1921 года, который Молотов назвал несправедливым для «обиженного в территориальном вопросе» СССР. Новая граница СССР и Турции, с советской точки зрения, должна была примерно соответствовать границе Российской и Османской империй по состоянию на 1913 год: к «незаконно отторгнутым» территориям относились бывшая Карсская область, юг Батумской области, а также Сурмалинский уезд бывшей Эриванской губернии.
По мнению российского дипломата и историка, министра иностранных дел России в 1998—2004 годах И. С. Иванова, территориальные претензии высказывались прежде всего как средство давления, но основной целью советских властей являлось установление контроля над имеющими огромное стратегическое значение черноморскими проливами.

## Потсдамская конференция
К 22 июня 1945 года Турция отвергла все предложения СССР и, опираясь на поддержку Великобритании и США, приступила к дипломатической защите своего суверенитета. На шестом заседании Потсдамской конференции 22 июля 1945 года обсуждался вопрос территориальных претензий к Турции. После вопроса Уинстона Черчилля, обеспокоенного ходом советско-турецких переговоров в Москве, Сталин предоставил слово Молотову, который, рассказав о переговорах с Сарпером, заявил:
…с нашей стороны имеются два вопроса, которые следует урегулировать. Заключение союзного договора означает, что мы должны совместно защищать наши границы: СССР — не только свою границу, но и турецкую, а Турция — не только свою, но и советскую границу. Однако в некоторых частях мы считаем границу между СССР и Турцией несправедливой. Действительно, в 1921 году от Советской Армении и Советской Грузии Турцией была отторгнута территория — это известная территория областей Карса, Артвина и Ардахана. Поэтому мною было заявлено, что для того, чтобы заключить союзный договор, следует урегулировать вопрос об отторгнутой от Грузии и Армении территории, вернуть им эту территорию обратно
— и представил карту территориальных претензий СССР.
Вторым по важности вопросом Молотов обозначил проблему о Черноморских проливах, добавив: «мы неоднократно заявляли нашим союзникам, что СССР не может считать правильной Конвенцию, заключённую в Монтрё». При этом Молотов оговорился: «если, однако, турецкое правительство считает неприемлемым урегулирование обоих этих вопросов, мы готовы заключить соглашение, касающееся только проливов». Также были предъявлены требования по Проливам: пересмотр конвенции Монтрё и предоставление СССР военно-морской базы в Проливах. На вопрос Черчилля, разве раньше Россия получала укреплённую базу в проливах, Молотов сослался на договоры 1805 (Константинопольские союзные договоры) и 1833 годов (Ункяр-Искелесийский договор). На следующий день проблема обсуждалась повторно, с участием самого Сталина, который опровергал тезис об угрозе Турции со стороны СССР и информировал, что у турок в районе Константинополя свыше 20 дивизий, возможно, 23 или 24 дивизии; владея Проливами, небольшое государство, поддерживаемое Англией, «держит за горло большое государство и не даёт ему прохода».
На Потсдамской конференции вопрос пересмотра границы увязывался с перспективами возвращения армянской диаспоры в СССР. Так, Молотов говорил Энтони Идену:
Всего в Советской Армении живёт около 1 миллиона армян, а вне территории Советской Армении, за границей, проживает свыше 1 миллиона армян. Когда территория армян расширится, многие армяне, проживающие за границей, будут стремиться возвратиться на родину. Армяне очень способные и энергичные люди, особенно в хозяйственных вопросах. Пусть турки отдадут Советскому Союзу армян, это будет справедливо.
В протоколе Берлинской конференции трёх союзных держав от 1 августа 1945 года идея территориальных претензий к Турции не упоминалась, в разделе XVI «Черноморские проливы» было сказано: «Конвенция о Проливах, заключённая в Монтрё, должна быть пересмотрена, как не отвечающая условиям настоящего времени. Согласились, что в качестве следующего шага данный вопрос будет темой непосредственных переговоров между каждым из трёх Правительств и Турецким Правительством».

## Вопрос о территориальных претензиях в Грузинской и Армянской ССР
В этот период участие в планируемом пересмотре границ приняли власти и общественность Грузинской и Армянской ССР. В обращении к Сталину и Молотову от 7 июля 1945 года руководитель Коммунистической партии Армении Г. А. Арутинов упоминал о претензиях Армении на бывшую Карсскую область и на Сурмалинский уезд бывшей Эриванской губернии. С аналогичным обращением к Сталину выступил и новоизбранный католикос всех армян Геворг VI. На основе доклада в представленной Армянской ССР справке отмечалось, что издревле это были армянские земли, но «затем они подпали под турецкое иго». В справке подчеркивается, что разговор идет об армянских землях, которые Турция, пользуясь слабостью России, захватила. НКИД СССР считал, что общая площадь «захваченных» «Турцией земель составляет 26 000 кв. км». Из них 20 500 км² или 80 % нынешней территории Армянской ССР советское руководство обещало передать Армении. (К советско-турецким отношениям. 18.08.1945 г. // АВП РФ, ф.06, оп.7, п.47, д.762, л.13-15).
Подобная постановка вопроса стала серьезно беспокоить грузинское руководство. Грузинская ССР претендовала на присоединение южной части Батумского округа и Артвинский округ бывшей Батумской области, а также на Ардаганский и Ольтинский округа бывшей Карсской области. Первый секретарь ЦК КП(б) Грузии К. Чарквиани обсудил этот вопрос с руководством республики, и научным учреждениям было дано указание подготовить справки историко-этнографического и географического характера, доказывающие абсолютную «принадлежность» южной части Батумского округа, округов Артвин, Ардаган и Олти грузинскому народу. Обсудив этот вопрос с К. Чарквиани, нарком иностранных дел Грузии Г. Кикнадзе сперва обратился с письмом к Л. Берии, а затем в первых числах сентября 1945 года и сам отправился в Москву. Он жаловался Л. Берии, что в справке НКИД СССР Ардаганский и Олтинский округа предполагается включить в состав Армении. Г. Кикнадзе настаивал, чтобы в состав Грузинской ССР вошла территория, равная 12 760 км², а в состав Армянской ССР — 13 190 км². (Г. Кикнадзе — Л. Берии. 04.09.1945 г. // Архив президента Грузии (далее — АПГ), ф. 14, оп. 19, д. 209, л. 51). В 1949 году грузинский писатель Илья Мосашвили написал пьесу «Потопленные камни» об освободительной борьбе грузин, которые живут на территориях, отторгнутых Турцией. За эту пьесу он был в 1951 году награждён Сталинской премией второй степени; Сталинскую премию получил и актёр Акакий Хорава, сыгравший в пьесе главную роль.
Таким образом, между властями Грузинской и Армянской ССР не было единства в том, как данные территории предлагается поделить между этими республиками; в частности, как уже выше было отмечено, предметом споров были бывший Ардаганский и Ольтинский округа.

## Планы СССР на более широкую экспансию в Турции

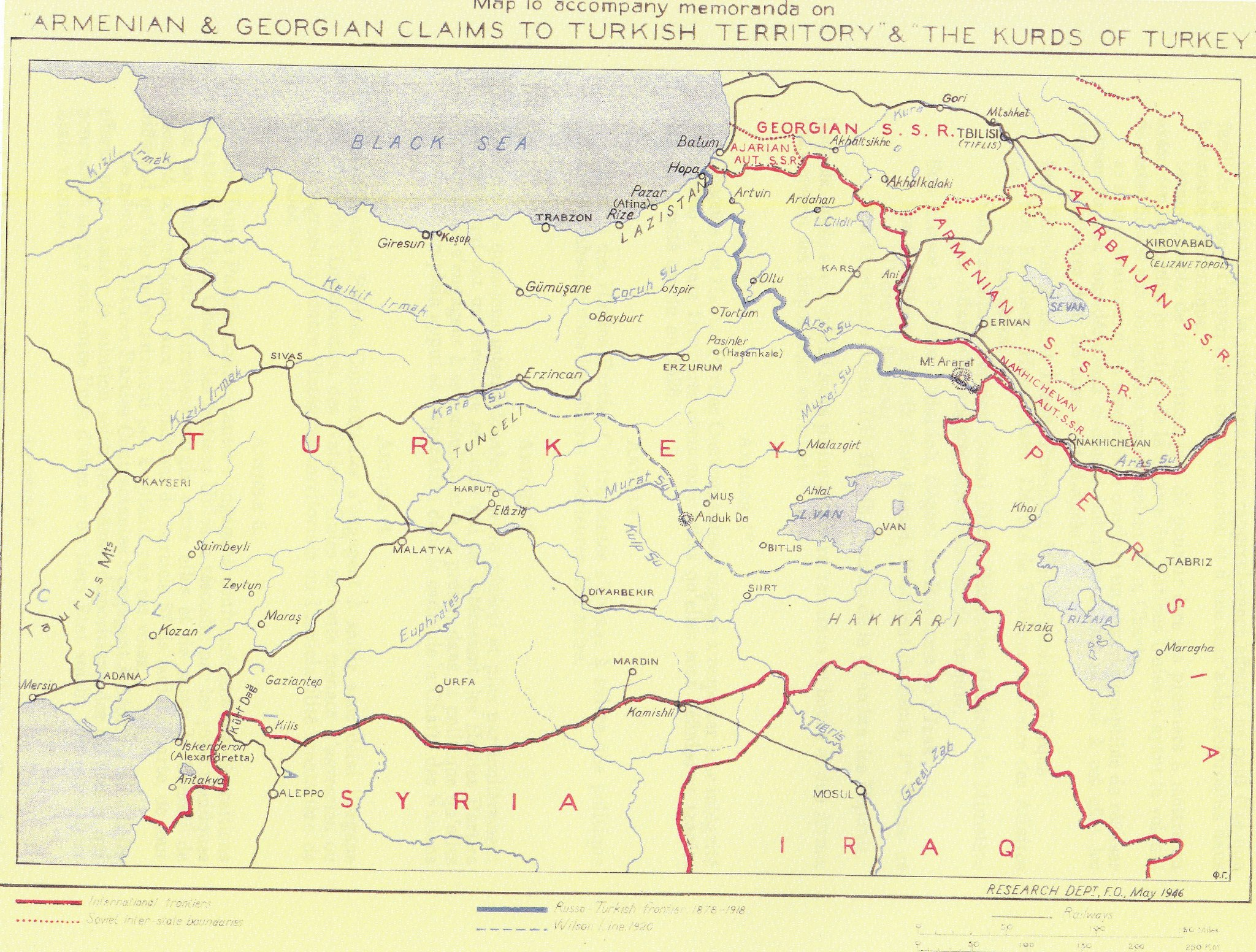
Территориальные претензии СССР к Турции, Великобритания, 1946 год

Согласно высказываниям В. М. Молотова и А. Я. Вышинского, сделанным ими в беседе с послом Югославии в СССР Владимиром Поповичем, путём данных претензий Советский Союз стремился «наказать» Турцию за прогерманскую политику во время Второй мировой, особенно во время успехов Вермахта. Советский Союз, как заявили они Поповичу, планирует не останавливаться на этих требованиях; они упомянули «о перспективе сбрасывания Турции с Балканского полуострова, а также выхода на Эгейское море. Это будет сделано, сказал Молотов, чтобы обеспечить славянам будущее».
Нарком иностранных дел Армянской ССР готовил историческую справку с обоснованием не только необходимости восстановления российско-османской границы 1913 года, но и присоединения к Армении принадлежавших Османам после 1878 года (а затем занятых Российской империей в 1915 году и переданных союзниками Армении по Севрскому договору) Алашкерта (Элешкирта), Баязета (Догубаязита), Ризе, Трапезунда (Трабзона), Эрзинджана (Ерзнка), Баберда (Байбурта), Спера (Испира), Гюмюшхане (Аргируполиса), Басена (Пасинлера), Карина (Эрзурума), Муша, Вана, Багеша (Битлиса).
По мнению грузинской стороны, в случае успешного разрешения территориального вопроса, СССР мог бы предъявить свои права ещё и на часть юго-западной Месхетии в бассейне реки Чорох (Тортоми (Тортум), Спери (Испир), Байбурти (Байбурт)), а также на часть провинции Лазистан (Ризе, Трапезунд (Трабзон), Калдия (Гумюшхане), Керасуни (Гиресун)), которую населяют лазы, говорящие на одном из диалектов грузинского языка, к тому времени уже в значительной степени тюркизированные. В случае невозможности присоединения Лазистана, предлагалось поднять вопрос о его автономии.

## Дальнейшее развитие конфликта и его роль в Холодной войне
В декабре 1945 года претензии СССР к Турции, до этого выдвигавшиеся только на закрытых переговорах, были косвенно озвучены в советской прессе. 7 августа 1946 года СССР обратился к Турции с нотой, в которой выдвинул пять требований по Черноморским проливам как ведущим в закрытое море, контроль над которым должен осуществляться исключительно черноморскими державами. Параллельно начались военные приготовления вдоль границ Турции. Нота была отвергнута правительством Турции при полной поддержке западных союзников.
Претензии СССР упоминаются в Фултонской речи Уинстона Черчилля, считающейся началом Холодной войны: «Турция и Персия глубоко обеспокоены и озабочены по поводу претензий, которые к ним предъявляются, и того давления, которому они подвергаются со стороны правительства Москвы…»
Согласно утверждениям американского историка Эдуарда Марка, именно кризис вокруг Турции в августе 1946 года и военные приготовления СССР привели к тому, что американское командование разработало первый серьёзный план ядерной войны против СССР, что, в свою очередь, и привело Кремль к отказу от дальнейшей эскалации конфликта, чреватого развязыванием войны. «Хорошо, что вовремя отступили», — вспоминал впоследствии Молотов.
В рамках доктрины Трумэна США оказали Турции (наряду с Грецией) финансовую и военную помощь. В феврале 1952 года Турция вступила в НАТО, что было связано и с данной ситуацией.
В целом СССР, как и в послевоенных отношениях с Ираном, не достиг поставленной цели. Скорее СССР добился обратного: усиления американских позиций, сплочения англо-американской коалиции, подтверждения образа СССР как экспансионистской державы, которую остановить можно только силой, Турция же из-за опасений потери части своих территорий прочно вошла в западный лагерь.

## Отказ от претензий
Вскоре после смерти Сталина, 30 мая 1953 года, Министерство иностранных дел СССР в особой ноте отказалось от территориальных претензий к Турции и требований по Проливам. Было объявлено: «правительства Армении и Грузии сочли возможным отказаться от своих территориальных претензий к Турции» и «Советское правительство считает возможным обеспечение безопасности СССР со стороны проливов на условиях, одинаково приемлемых как для СССР, так и для Турции. Таким образом, Советское правительство заявляет, что Советский Союз не имеет никаких территориальных претензий к Турции».
Президент Турции Сулейман Демирель в одном из публичных заявлений обосновал вступление Турции в НАТО и создание американских баз на своей территории, имевшее место уже после отказа Советского Союза от претензий в 1953 году, именно территориальными претензиями СССР.

Советский лидер Н. С. Хрущёв, выступая на Пленуме ЦК КПСС в июне 1957 года, дал эмоциональную оценку сталинской дипломатии в отношении Турции: 
Разбили немцев. Голова пошла кругом. Турки, товарищи, друзья. Нет, давайте напишем ноту, и сразу Дарданеллы отдадут. Таких дураков нет. Дарданеллы — не Турция, там сидит узел государств. Нет, взяли ноту специальную написали, что мы расторгаем договор о дружбе и плюнули в морду туркам… Это глупо. Однако мы потеряли дружескую Турцию и теперь имеем американские базы на юге, которые держат под обстрелом наш юг… 